# 尚家疃尚氏家庙
36°47′31″N 119°57′26.75″E / 36.79194°N 119.9574306°E

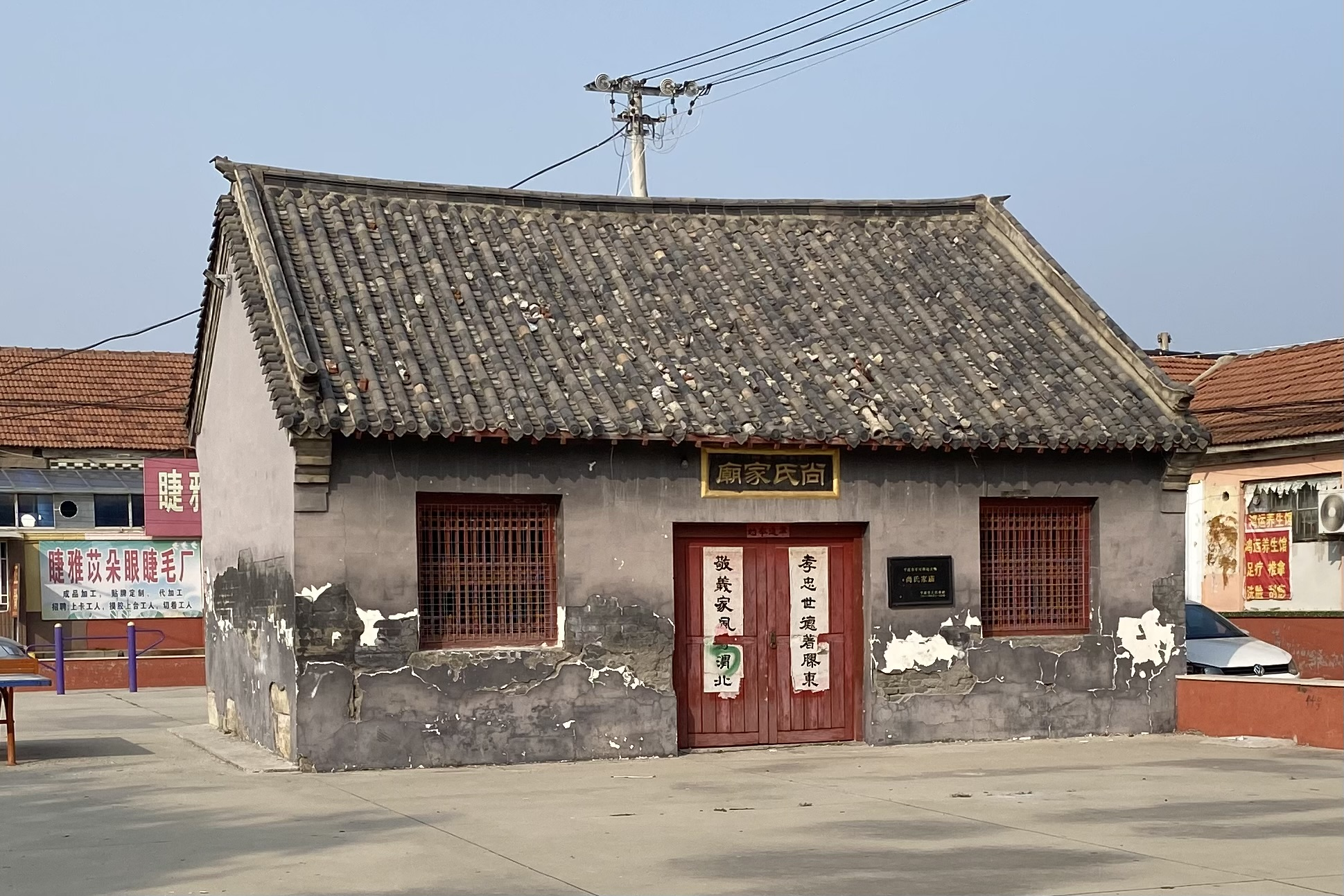
尚氏家庙，2023年10月

尚家疃尚氏家庙位于中华人民共和国山东省青岛市平度市东阁街道尚家疃村，始建于清乾隆五十三年（1788年），现为平度市不可移动文物。

## 概况
尚家疃尚氏家庙始建于清乾隆五十三年（1788年）。2012年8月11日列入平度市第三次文物普查新发现不可移动文物名录。
当地尚氏乾隆五十年（1785年）所立家谱有家庙示意图，显示该庙原为独门小院，院门面北，分前后院，现院门院墙已不存。该庙坐北朝南，三间硬山顶，砖木结构，通面阔8.7米，通进深6.2米，外墙方石下碱，青砖清水墙上身。该庙原有前廊，1992年当地村民修葺时，拆除槛墙，将前廊封闭，改为前檐墙，整个外墙用水泥抹面，形成现今外观。屋面为筒瓦屋面，清水脊。庙内四壁抹白灰，抬梁式木架构，圆木金柱。庙内东山墙镶嵌有乾隆五十三年庙碑一方，记录始建家庙之事。